# لوحة بالوا
لوحة البلوعة Balu'a Stele هي عبارة عن لوحة من البازلت (حجر منقوش) بها نقش هيروغليفي مصري ولوحة بارزة غير قابلة للقراءة تمامًا. تم اكتشافها عام 1930 في منطقة موقع خربة البلوعة شمال مدينة الكرك ويعتقد أنه يعود إلى الفترة ما بين 1309-1151 قبل الميلاد. يقع موقع الاكتشاف على منطقة أرض موآب، ولكن لا يمكن التأكد من الهوية العرقية للشخص الذي نحته. 
تحتوي الأيقونية على عناصر كنعانية ، بينما يتوافق التكوين العام بشكل صارم مع الشرائع المصرية.  وقد تم تفسيرها على أنها تمثل إلهين يستثمران ملك كنعاني، والذي كان المصريون يعتبرونه " آسيويًا " وربما شاسو . 